# Pâte à tartiner
Pour les articles homonymes, voir Pâte.
Une pâte à tartiner est un aliment fluide de consistance plus ou moins visqueuse, composé en grande partie de graisse et/ou de sucre, et généralement destiné à être consommé étalé sur du pain (ou ses variantes : pain grillé, biscotte, crêpe, gaufre, etc.).

## Définition
De consistance pâteuse, onctueuse ou sirupeuse, elle est sucrée ou salée, et généralement conservée en pot, parfois en tube, ou sous emballage étanche en feuille de métal ou plastique. Elle est le plus souvent consommée au petit déjeuner (ou goûter, voire déjeuner). 
L'absence d'eau et la saturation en sucre et en huile permettent généralement de conserver ces aliments à l'air libre sur une durée longue sans risquer de putréfaction.
Une des plus célèbres marques de pâte à tartiner en Europe est le Nutella, une pâte à tartiner au cacao et aux noisettes appartenant à la marque Ferrero.

## Classement
Les pâtes à tartiner peuvent se répartir en deux grands groupes selon qu'elles soient salées ou sucrées.

### Pâtes plus ou moins salées
- beurre (doux, demi-sel, salé) ;

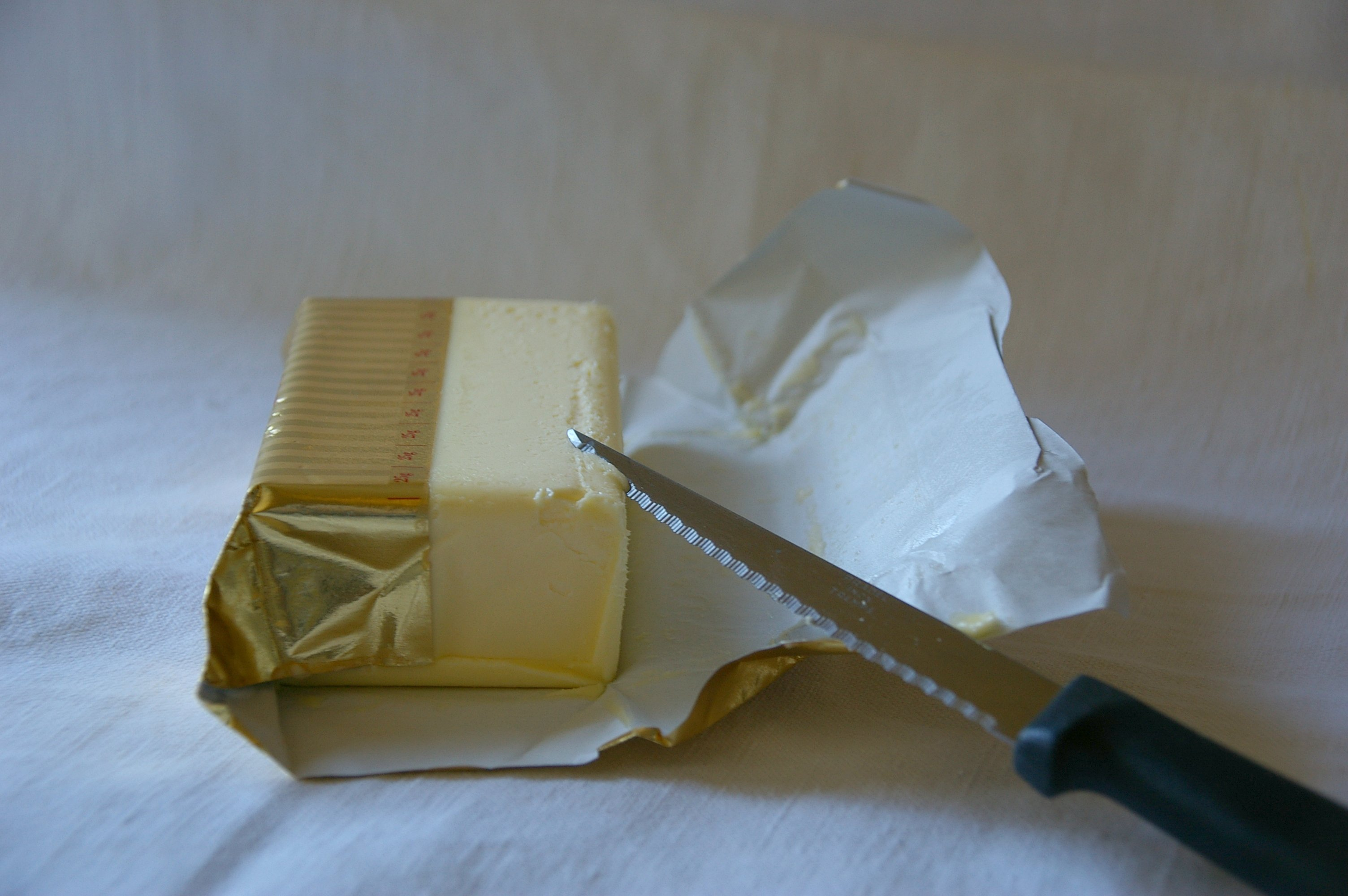
Une plaquette de beurre.

- margarine (classique, ou allégée, ou enrichie aux oméga-3/oméga-6, etc.) ;
- fromages, notamment à pâte fraîche ou fondus ;
- à base d'arachide : beurre d'arachide, Dakatine ;
- à base d'extrait de levure : Vegemite, Marmite, Cenovis ;
- ainsi que diverses charcuteries de type pâté, plus souvent utilisées pour les sandwichs.

### Pâtes sucrées

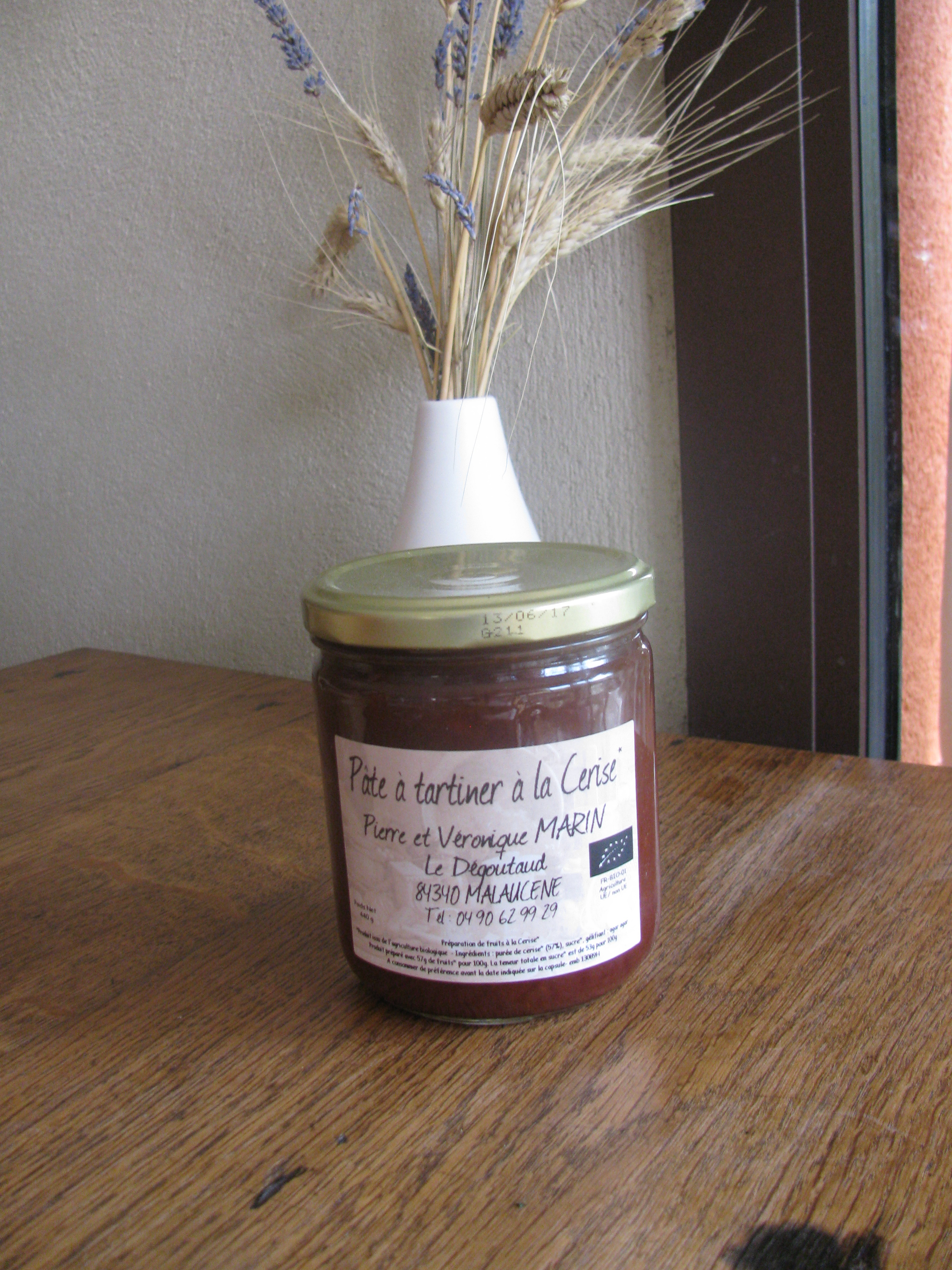
Pâte à tartiner à la cerise.

- confitures en tous genres : marmelades, gelées, confits, de fruits ou fleurs ;
- mélasse (comme le Sirop de Liège) ;
- beurre ou sirop d'érable ; sirop de bouleau, d'agave, d'orge malté, de maïs, de riz brun, Mizuame ;
- miel ;
- pâtes à base de chocolat, telles Nutella, gianduja, Banania, Patamilka, Kwatta, Nocciolata, etc.
- pâtes ou purées d’oléagineux : à base de noisettes, d'amandes, de noix de cajou, de pistache, de sésame ;
- Pâte à tartiner au spéculoos, Caramelized biscuit, recette belge sous la marque Daltena ;
- amlou.

## Pâtes à tartiner au chocolat
La France est le plus grand consommateur mondial de pâte à tartiner chocolatée : plus de 88 millions de pots de Nutella sont consommés en France chaque année. La France en consomme plus de 25 % de la production mondiale, soit près de 75 000 tonnes. 
Le marché de la pâte à tartiner a longtemps été quasiment monopolisé par Ferrero (plus de 80 % des parts de marché) grâce à sa célèbre marque Nutella. Cependant, depuis les années 2010 le marché tend à devenir de plus en plus concurrentiel du fait de l’apparition de nombreuses marques vendant un produit équivalent, et parfois plus vertueux sur le plan nutritionnel ou écologique. Ainsi le leader perd de plus en plus de parts de marché à cause de la multiplication de ces acteurs : la marque Nutella a ainsi perdu 10 points de parts de marché en cinq ans. En effet, de plus en plus de consommateurs soucieux de leur alimentation et de la planète décident de s’en détourner au profit de nouvelles marques plus en phase avec leurs attentes de consommation.

### Effets sur la santé
Pour des raisons techniques, il est temporairement impossible d'afficher le graphique qui aurait dû être présenté ici.

Proportion des différents ingrédients dans le Nutella,, : 
- Sucre (51 %)
- Huile de palme (20 %)
- Noisettes (13 %)
- Lait écrémé en poudre (8,7 %)
- Cacao (7,4 %)

Les pâtes à tartiner au chocolat sont des produits extrêmement caloriques (en général largement plus de 539 kcal./100 g), et composées majoritairement de sucre pur (plus de la moitié du poids total) et de graisse (environ un tiers, dont au moins un tiers d'acides gras saturés). La graisse utilisée varie d'une marque à l'autre : c'est de l'huile de palme dans la célèbre marque Nutella et quelques autres, mais face à la réputation sulfureuse de cet ingrédient de nombreux concurrents se sont positionnés sur d'autres huiles moins problématiques (coco, graines oléagineuses comme le tournesol...). 
Un des problèmes sanitaires posés par ces recettes est le degré de transformation industrielle de ces graisses et sucres artificiellement raffinés, qui entraîne, en plus des effets attendus d'une telle dose de gras et de sucre, des effets secondaires particulièrement néfastes sur la santé. Suivant les marques, ce degré de transformation est variable.

### Acheteurs
Les différents agents économiques que nous pouvons retrouver sur le marché de la pâte à tartiner sont divers et variés. En effet, les acheteurs de ce marché sont principalement des ménages. En général, il s’agit de consommateurs venant de toutes classes sociales, dont 70 % ont moins de 25 ans. 54 % en consomment tous les jours.
Depuis quelques années, l’apparition de nouvelles marques vendant des pâtes à tartiner biologique, est apparue avec une nouvelle clientèle. Ces nouveaux produits visent des acheteurs aisés qui cherchent des produits plus sains sur le plan nutritionnel et/ou plus respectueux de l’environnement.

### Lieux de vente
Quant aux lieux de vente, ils sont également différenciés. Les lieux de ventes principaux sont les grandes enseignes de supermarchés. Ces points de vente regroupent aussi bien les marques industrielles qu'un nombre croissant de marques biologiques et/ou locales. De plus, ces dernières années avec la propagation du biologique dans les pâtes à tartiner, la grande distribution a connu une concurrence croissante de magasins spécialisés dans le biologique tels que Biocoop ou Naturalia. Également grâce à l’expansion d’Internet, des pâtes à tartiner sont également disponibles en vente en ligne sur Internet, contribuant là aussi à diminuer la position monopolistique des grandes surfaces. 

### Économie d'échelle
Nutella, le leader des pâtes à tartiner depuis de nombreuses années, possède l’avantage de réaliser des économies d'échelle, le volume de production permettant de faire diminuer les coûts unitaires. De ce fait, il est plus compliqué pour ses concurrents de rivaliser au niveau de la concurrence-prix et encore plus pour les entreprises qui veulent se lancer dans la pâte à tartiner. Cependant, ces entreprises peuvent réaliser de la concurrence hors-prix, ce qui signifie qu’une entreprise réussit à se démarquer des concurrents sur d'autres critères que celui du prix. Dans notre cas, ce sont des pâtes à tartiner sans huile de palme, BIO ou encore protéinées. Grâce à ces distinctions, les marques peuvent se différencier du leader. Ceci a permis la fin du monopole de Nutella et a transformé le marché en oligopole.

### Segmentation de marché

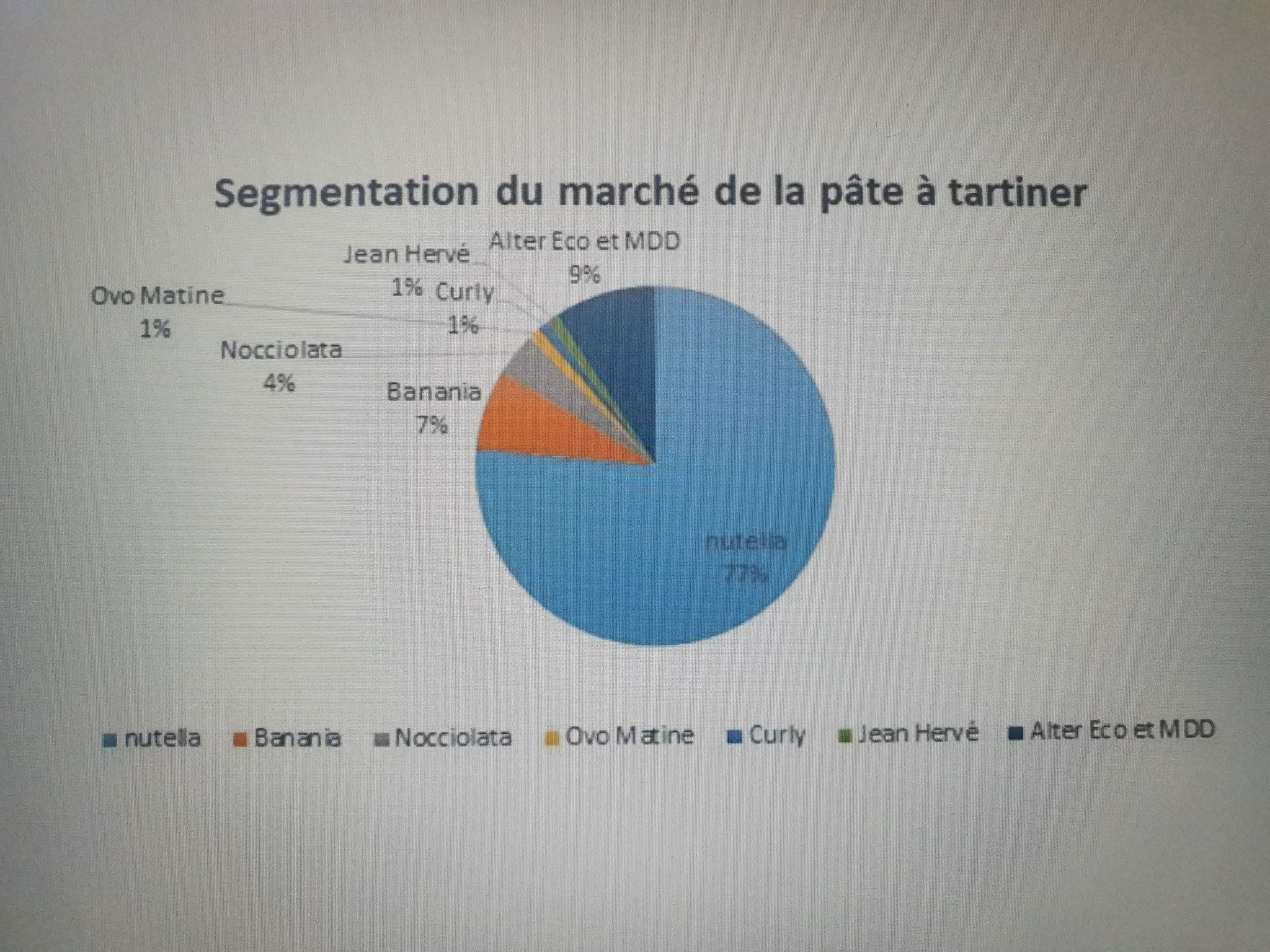
Segmentation des parts de marché de la pâte à tartiner.

La segmentation de marché consiste à découper le marché en plusieurs catégories et ainsi regrouper les consommateurs selon différents critères. À propos du marché de la pâte à tartiner, la clientèle est dynamique et relativement jeune. Sur le plan démographique, les consommateurs sont avant tout enfants et les jeunes actifs, c'est-à-dire les personnes de moins de trente ans. Mais si l'on regarde le critère culturel, on retrouve d’un côté, les classes moins aisés qui achètent les marques de distributeurs, c'est-à-dire les produits qui sont commercialisés sous le logo d’une enseigne de grande surface (souvent moins coûteux que le Nutella), et de l’autre côté, les plus aisés qui se tournent de plus en plus vers des produits biologiques ou plus écolos.

### Différents régulateurs

#### «Taxe Nutella»
Le marché de la pâte à tartiner est régulé avec la taxe sur l’huile de palme. En effet, depuis 2009, une régulation a été instaurée par l’Assemblée Nationale en France, avec pour objectif de limiter la consommation d’huile de palme et ainsi rendre la production plus durable.

#### Roundtable on Sustainable Palm Oil
La « Roundtable on Sustainable Palm Oil » (Table ronde sur l'huile de palme durable, RSPO) est une régulation à l’échelle mondiale en regroupant 94 pays depuis 2004. Il s’agit d’une réunion entre des Organisations Non Gouvernementales et des producteurs afin de garantir une huile de palme plus respectueuse de l’environnement en donnant des labels à ces dernières.

#### Taxe nutritionnelle
La taxe nutritionnelle est une politique de prix qui a pour objectif de modifier les prix relatifs des aliments, par le biais de taxes ou de subventions sur des groupes d’aliments spécifiques. La Roumanie, la France, la Grande-Bretagne, le Danemark, le Japon et les es États-Unis sont les premiers pays à étudier un tel projet. Certains produits font l’objet d’une attention particulière. C’est le cas des boissons sucrées qui sont fortement suspectées de contribuer à l’obésité infantile dans les pays développés. En effet, les aliments riches en gras, en sucre et en sel sont beaucoup plus accessibles en termes de prix que les aliments de bonne qualité nutritionnelle. L’idée est donc de pénaliser (et non d’interdire) ces « mauvais » aliments par une taxe et de subventionner les autres grâce aux produits de la taxe. 
Ces mesures sont mises en place afin de redynamiser le système économique, ce qui améliorerait théoriquement l’accessibilité aux aliments de bonne qualité nutritionnelle (en partie pour les plus défavorisés). Le but n’est pas d'affronter les industriels mais de les encourager à améliorer leurs produits.
Face à cette régulation les producteurs vont soit augmenter les prix, soit diminuer les quantités en gras et sucre ou trouver une nouvelle recette. La taxe sur l'huile de palme est surtout à destination des industries agro-alimentaires qui devraient substituer à ces huiles de nouveaux ingrédients plus sains et moins problématiques sur le plan écologique.
Cependant, la capacité des politiques fiscales à modifier les comportements individuels n’est pas démontrée et ses effets à long-terme restent méconnus.